# Goderdzi Shvelidze

a Compétitions nationales et continentales officielles uniquement.

b Matchs officiels uniquement.
Dernière mise à jour le 16 août 2017.
Goderdzi Shvelidze (en géorgien : გოდერძი შველიძე et phonétiquement en français : Goderzi Chvélidzé), né le 17 avril 1978 à Roustavi (URSS), est un joueur de rugby à XV international géorgien évoluant au poste de pilier.

## Carrière

### En club
Le 11 octobre 2011, il connaît l'honneur d'être sélectionné avec le club sur invitation des Barbarians, qui affronte la sélection des South of Scotland; il est le deuxième Géorgien avec Davit Kacharava à connaître cet honneur après leur compatriote Davit Kubriashvili. 
- 2001-2004 : Association sportive de Béziers Hérault
- 2004-2008 : ASM Clermont Auvergne
- 2008-2010 : Union sportive montalbanaise
- 2010-2012 : Montpellier Hérault rugby
- 2012-2016 : Club athlétique Brive Corrèze Limousin

### En équipe nationale
Il a honoré sa première cape internationale en équipe de Géorgie le 14 novembre 1998 contre l'équipe d'Irlande.

## Palmarès

### En club
- 3 fois finaliste du championnat de France : 2007 et 2008 avec Clermont, 2011 avec Montpellier HR
- Vainqueur du challenge européen : 2007 avec Clermont

### En équipe nationale
(à jour au 06-10-2011)
- 62 sélections en équipe de Géorgie depuis 1998
- 7 essais (35 points)
- Sélections par année : 2 en 1998, 2 en 1999, 5 en 2000, 5 en 2001, 4 en 2002, 9 en 2003, 1 en 2004, 2 en 2005, 7 en 2006, 4 en 2007, 5 en 2008, 6 en 2009, 5 en 2010, 5 en 2011
- En coupe du monde :
  - 2003 : 3 sélections (Angleterre, Samoa, Uruguay)
  - 2007 : 4 sélections (Argentine, Irlande, Namibie, France)
  - 2011 : 3 sélections (Angleterre, Roumanie, Argentine)